# Echilibrul pieței

Echilibrul pieței
-- preț
-- preț de echilibru
-- cantitate
-- cantitate de echilibru
-- renta consumatorului
-- renta producătorului
-- cerere
-- ofertă

Echilibrul pieței este denumită în economie situația de pe o piață, în care prețul unui bun economic conduce la o egalitate între cantitatea cerută și cantitatea oferită. Prețul este denumit preț de echilibru, iar cantitatea este denumită cantitate de echilibru.
Grafic, echilibrul pieței poate fi reprezentat ca punctul de intersecție a curbelor cererii și ofertei. Cantitatea de echilibru este acea cantitate, la care prețul cerut de către vânzători se egalează cu prețul oferit de cumpărători. Formarea echilibrului este un element central al teoriei neoclasice și al teoriei echilibrului general.

## Supoziții
Teoria echilibrului general pornește de la mai multe supoziții care trebuie îndeplinite pentru crearea unui preț de echilibru. Aceste supoziții nu se pot îndeplini strict, deoarece rar există preț de echilibru în realitate. 
Într-o piață perfectă, însemnând o piață cu mulți ofertanți mici, raționali, dar și cu consumatori, prețul pieței neputând să-i influențeze pe nici unul, se formează un preț de echilibru. Această supoziție este fundamentală teoriei prețului de echilibru, așa cum ea se predă în cursurile introductive de economie. În multe piețe reale această supoziție nu poate fi aplicată, deoarece anumiți cumpărători sau vânzători au suficient de multă putere pe piață, pentru a modifica prețul după bunul plac. 
În astfel de situații modelul simplu al prețului de echilibru este insuficient și necesită alte cercetări. În continuare se presupune că nu există costuri de tranzacție, situație care în realitate este rar întâlnită. Costurile de tranzacție desemnează acele costuri care apar pe lângă prețul actual de cumpărare, costuri pentru transport de exemplu. În multe cazuri acest model este utilizabil ca și o primă aproximare a dezvoltării pieței.
Economia generală dedică multă atenție în cazul funcționării deficitare a pieței, în cazul în care resursele limitate nu sunt distribuite optimal. De exemplu dacă un monopolist cere permanent prețuri excesive, aceasta va duce la micșorarea cantității oferite. În astfel de cazuri economiștii încearcă să găsească reguli care ar trebui să ducă la evitarea sau cel puțin la atenuarea funcționării deficitare a pieței și la pierderea bunăstării societății. Statul ar putea să se implice direct prin măsuri legale sau indirect prin regularizarea pieței, de exemplu în forma prețurilor maximale sau a taxelor.

## Cererea

Formarea preţului de echilibru. Cantitatea x depinde de preţul p, astfel x(y).

Cererea reprezintă cantitatea de bunuri si servicii pe care consumatorii doresc să le cumpere la un anumit preț. Un exemplu: Există 30 de consumatori care doresc să cumpere câte o pungă de cipsuri fiecare, prețul unei pungi de cipsuri fiind 1 euro. Există doar 15 consumatori care pentru punga de cipsuri ar fi dispuși să plătească 2 euro. Se poate întocmi un tabel al cererii pentru a ilustra cantitățile cerute la anumite prețuri. Acest tabel poate fi reprezentat și sub formă de grafic sau ca formulă matematică. Criteriile principale ale prețului care va fi plătit sunt, în mod tipic, cantitatea din acel bun, mărimea propriului venit, propriul gust, prețul bunurilor substitutive și a celor complementare. Bunurile „automobil” și „benzină” de exemplu, sunt complementare, deoarece consumul acestora se amplifică reciproc.

## Oferta
Oferta reprezintă cantitatea de bunuri si servicii pe care ofertanții sunt pregatiți să le producă sau să le ofere în condițiile date de loc și de timp.
De exemplu există doar un producător de cipsuri care poate produce punga de cipsuri cu 1 euro, însă numărul de producători de cipsuri cu 2 euro este considerabil mai mare. Cu cât este mai mare prețul de pe piață al unui bun, cu atât este mai mare, de regulă, și oferta totală a producătorilor acelui bun.